# الغرفة التجارية الصناعية بأمانة العاصمة
الغرفة التجارية الصناعية بأمانة العاصمة صنعاء، غرفة تهتم بالقطاع التجاري والصناعي على مستوى محافظة أمانة العاصمة فقط، حدود عملها على نطاق عشر مديريات هي {صنعاء القديمة - شعوب -آزال- الصافية - السبعين - الوحدة - التحرير - معين - الثورة- بني الحارث} وجزء من مديرية همدان ومديرية سنحان وبني بهلول.
مقرها الرئيسي: الحصبة - جوار اللجنة الدائمة.
بسبب الحرب الدائرة في اليمن تم ضرب مقرها الكائن بالحصبة من قبل طيران التحالف أدى إلى تدميرها بشكل كلي، مما اضطرت إدارة الغرفة إلى توفير مقر آخر لها ومزاولة عملها.
مقرها المؤقت: عصر شارع الستين مقابل مجلس النواب الجديد.
الأحداث الجارية في الوقت الحالي: تعتبر غرفة أمانة العاصمة الغرفة الأولى محليا من حيث تقديم الخدمات بشكل متطور وحديث، فهي الغرفة الوحيدة الحاصلة على شهادة الآيزو، ولها علاقاتها الدولية الكبيرة.
يمكن الاطلاع على مزيد من الأخبار عبر مواقع التواصل الخاص بها أو عبر موقعها التالي: https://www.scciye.org/